# ثيغ بيترسن
ثيغ بيترسن (بالدنماركية: Thyge Petersen)‏ (28 مايو 1902 – 1 يناير 1964) هو ملاكم دنماركي راحل، مثّل بلاده في الألعاب الأولمبية الصيفية 1924.

## روابط خارجية
ثيغ بيترسن على موقع بوكس ريك (الإنجليزية) (registration required)
- ثيغ بيترسن على موقع أوليمبيديا (الإنجليزية)